# Palácio do Planalto
Palácio do Planalto é o local de trabalho da Presidência do Brasil. É onde está situado o Gabinete do Presidente da República. O prédio também abriga a Casa Civil, a Secretaria-Geral e o Gabinete de Segurança Institucional da Presidência da República. Concebido pelo arquiteto Oscar Niemeyer com projeto estrutural do engenheiro Joaquim Cardozo, é a sede do Poder Executivo Federal do Brasil. Localizado na Praça dos Três Poderes em Brasília, o Palácio do Planalto faz parte do projeto do Plano Piloto e foi um dos primeiros edifícios construídos na capital.
A construção do Palácio do Planalto foi iniciada em 10 de julho de 1958, obedecendo ao projeto de Niemeyer e Cardozo. O engenheiro-chefe da obra foi Fausto Amadeu Francisco Favale (1929-2014), pessoalmente designado para o desafio por Juscelino Kubitschek. Favale enfrentou o desafio de concretizar as ideias de Niemeyer a respeito das colunas curvas da fachada (conhecidas como "velas"), numa intermediação entre o projeto arquitetônico e o projeto estrutural. O cálculo de Joaquim Cardozo permitiu que a base do Palácio do Planalto ficasse delgada, apenas tocando o chão.
A obra foi concluída a tempo de tornar o Palácio o centro das festividades da inauguração de Brasília, em 21 de abril de 1960. Até então a residência de vistoria do presidente funcionava em uma construção provisória de madeira conhecida popularmente como Palácio do Catetinho, inaugurada em 31 de outubro de 1956, nos arredores de Brasília.
Antes da construção do Palácio do Planalto e do Palácio da Alvorada, o Palácio do Catete, localizado na cidade do Rio de Janeiro, foi a sede do poder executivo brasileiro de 1897 a 1960. A partir desse ano, a sede do poder executivo foi transferida para a recém-inaugurada cidade de Brasília.

## História
|                                              |  |                                                       |
| Colunas do palácio, croqui de Oscar Niemeyer |  | Detalhamento para um dos pilares, por Joaquim Cardozo |

O palácio presidencial foi uma das principais características do plano de Lucio Costa para a recém-criada capital federal, Brasília. Oscar Niemeyer foi escolhido como arquiteto do Palácio do Planalto, e o projeto estrutural ficou a cargo do engenheiro Joaquim Cardozo. A construção do prédio, liderada pela Construtora Rabello S.A., começou em 10 de julho de 1958. A Diretoria foi temporariamente sede no Catetinho, nos arredores de Brasília, durante a construção. O palácio foi oficialmente inaugurado em 21 de abril de 1960, pelo presidente Juscelino Kubitschek. Foi um dos primeiros edifícios inaugurados na nova capital, juntamente com o Congresso Nacional e Supremo Tribunal Federal. A cerimônia de inauguração contou com a presença de vários chefes de Estado e atraiu milhares de espectadores, pois simbolizava a transferência da capital do Rio de Janeiro para o centro do país.

### Restauração

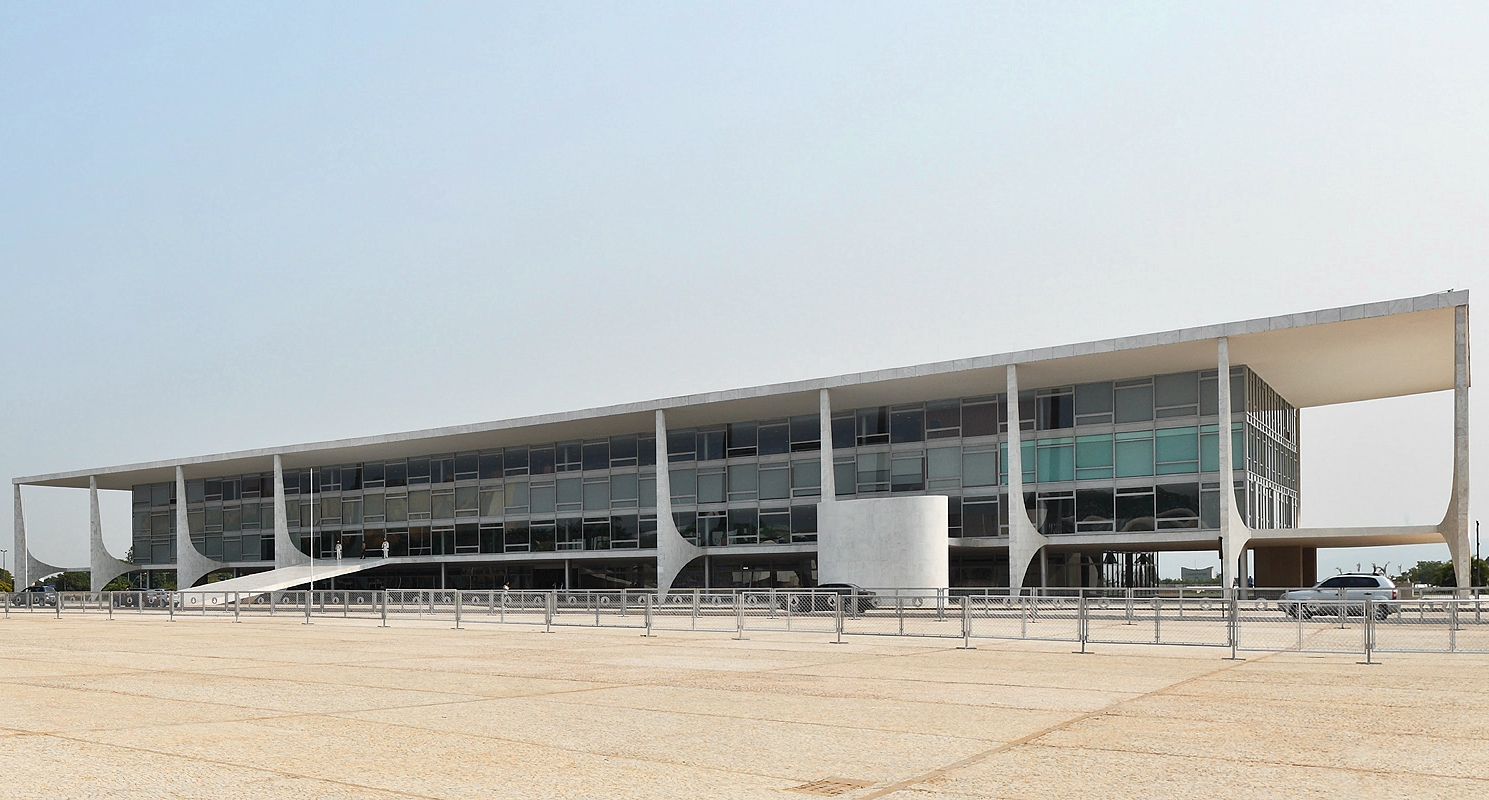
Panorama do palácio

Em março de 2009, o presidente Luiz Inácio Lula da Silva ordenou uma extensa restauração do palácio. Décadas de pouca manutenção tinham danificado a estrutura construída em 1958. A restauração foi concluída em 24 de agosto de 2010, a um custo de 111 milhões de reais. A restauração centrou-se na instalação de novos sistemas de ar condicionado elétricos, de água e centrais; no desmantelamento completo dos espaços interiores e na construção de novas divisões interiores; na restauração da fachada exterior (mármore e granito); na construção de uma garagem subterrânea para 500 veículos; na substituição dos geradores elétricos; na restauração de janelas e portas; na construção de escadas de emergência; e em atualizações de equipamentos tecnológicos (CCTV, computadores, entre outros).
Durante o processo de restauração, o Escritório Executivo foi transferido temporariamente para o Centro Cultural Banco do Brasil e para o Palácio Itamaraty.

### Invasão

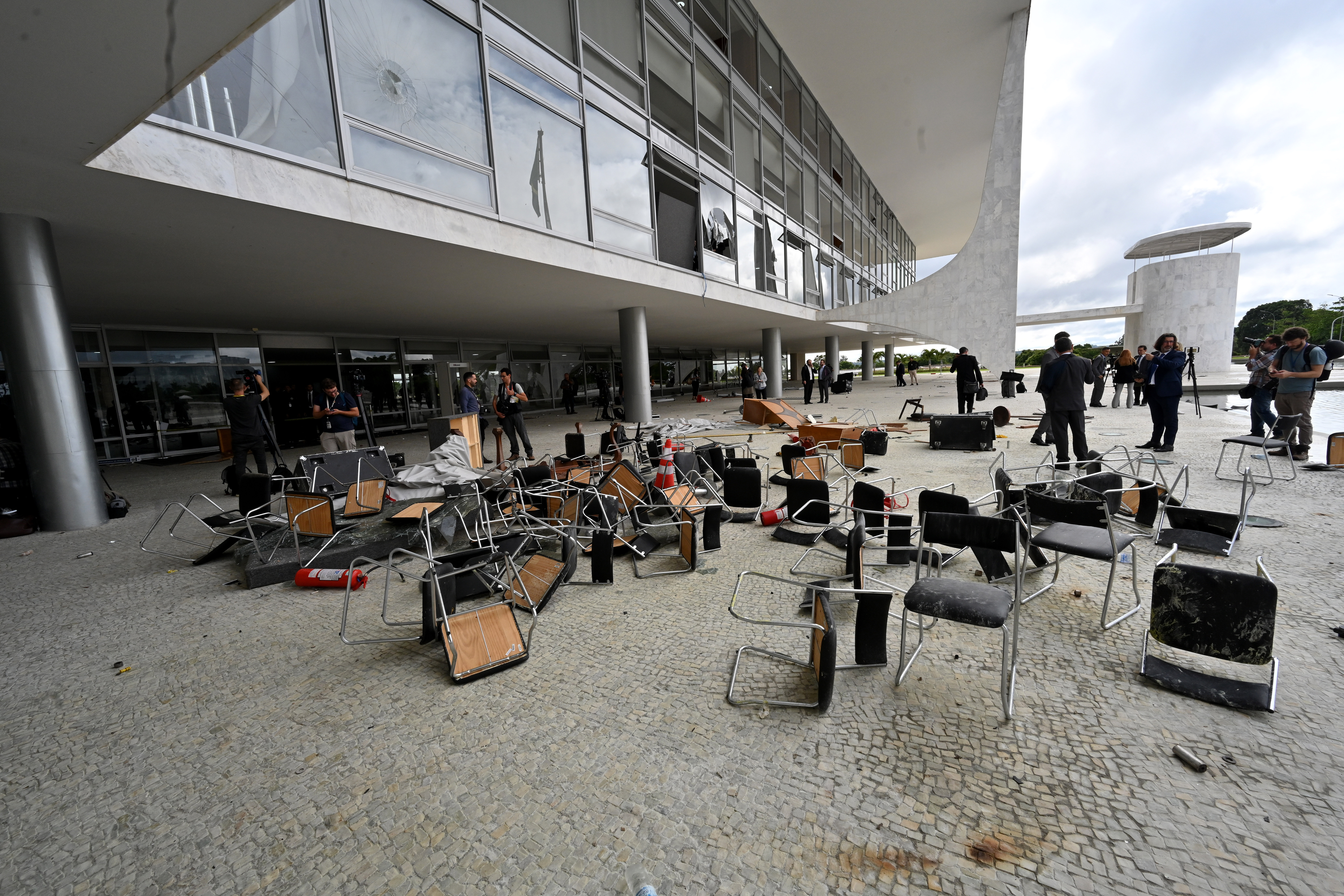
Durante as invasões, móveis e outros objetos foram arremessados pelas janelas do palácio.

Os ataques de 8 de janeiro de 2023 ou atos golpistas de 8 de janeiro de 2023, também chamados de Intentona Bolsonarista ou simplesmente de 8 de janeiro, foram uma série de vandalismos, invasões e depredações do patrimônio público em Brasília cometidos por uma multidão de bolsonaristas extremistas que invadiu edifícios do governo federal com o objetivo de instigar um golpe militar contra o governo eleito de Luiz Inácio Lula da Silva para restabelecer Jair Bolsonaro como presidente do Brasil.
Por volta das 13 horas, no horário de Brasília, cerca de 4 mil bolsonaristas radicais saíram do Quartel-General do Exército e marcharam em direção à Praça dos Três Poderes, entrando em conflito com a Polícia Militar do Distrito Federal (PMDF) na Esplanada dos Ministérios. Antes das 15 horas, a multidão rompeu a barreira de segurança estabelecida por forças da ordem e ocupou a rampa e a laje de cobertura do Palácio do Congresso Nacional, enquanto parte do grupo conseguiu invadir e vandalizar o Congresso, o Palácio do Planalto e o Palácio do Supremo Tribunal Federal. Lula e Bolsonaro não estavam em Brasília no momento das invasões. O Supremo Tribunal Federal (STF) considerou que os acontecimentos foram atos de terrorismo.
Cerca de 400 pessoas foram detidas no dia das invasões e outras 1,2 mil foram detidas no acampamento de manifestantes em frente ao QG do Exército no dia seguinte às depredações. Até março de 2023, 2 182 pessoas haviam sido presas por participarem ou terem envolvimento nos ataques. Logo após os eventos, o governador Ibaneis Rocha exonerou o secretário de segurança pública do Distrito Federal e ex-ministro da Justiça do governo Bolsonaro, Anderson Torres, que estava em Orlando, nos Estados Unidos, no dia das invasões. Após os ataques, o presidente Lula assinou um decreto autorizando uma intervenção federal no Distrito Federal, que durou até o dia 31 de janeiro. Posteriormente, o ministro do STF, Alexandre de Moraes, determinou o afastamento de Ibaneis pelo prazo inicial de 90 dias, decisão revogada em 15 de março.

## Arquitetura
O palácio presidencial era uma característica principal do plano de Costa para a capital recentemente estabelecida. A ideia de Niemeyer era projetar uma imagem da simplicidade e da modernidade usando linhas finas e ondas para compor as colunas e as estruturas exteriores. As linhas longitudinais do palácio são mantidas por uma sequência de colunas cujo desenho é uma variação das do Palácio da Alvorada, embora dispostas transversalmente ao corpo do edifício. A fachada do palácio também é composta por dois elementos fortes: a rampa que conduz ao salão e ao parlatório (plataforma do alto-falante), de onde o presidente e os chefes de estado estrangeiros podem dirigir-se ao público na Praça dos Três Poderes.
Uma piscina refletiva foi construída em 1991 para aumentar a segurança ao redor do palácio e para equilibrar níveis de umidade durante a longa estação seca de Brasília. Tem uma área aproximada de 1 635 metros quadrados, com 1 900 metros cúbicos de água, com uma profundidade de 110 centímetros. Várias carpas japonesas vivem na piscina.
O Palácio tem uma área de 36 000 metros quadrados. O edifício principal tem quatro andares acima do solo e um andar subterrâneo. O heliporto está localizado junto à fachada norte do edifício.

### Primeiro andar
O primeiro andar é composto pela área principal de recepção, controle de acesso e segurança, o hall de entrada e o Comitê de Imprensa. O grande hall de entrada é utilizado frequentemente para exposições temporárias sobre temas relacionados aos programas do governo federal. O salão apresenta uma escultura de Franz Weissman e três esculturas de Zezinho de Tracunhaém. Também está localizado no primeiro andar a Galeria Presidencial, que abriga os retratos oficiais dos ex-presidentes do Brasil.

### Segundo andar
O segundo andar abriga os Salões Leste, Nobre e Oeste, bem como a Sala de Reunião Suprema e a Secretaria de Imprensa. O Salão Leste é onde o Presidente assina decretos e outras peças de legislação geralmente correlacionadas a tópicos nacionais. O Salão Nobre é o maior do palácio. Ele é usado para grandes cerimônias, com capacidade para 1 000 convidados. Os destaques desta sala são a escultura de Haroldo Barroso, Evoluções, e a pintura de Djanira da Motta e Silva, Os Orixás. O Salão Oeste foi projetado para eventos de médio porte, com capacidade para acomodar de 300 a 500 pessoas. Devido ao seu tamanho amplo e altura generosa do teto, é usado principalmente para eventos baseados em temas internacionais. Um grande painel criado por Roberto Burle Marx decora a área. A Sala de Reunião Suprema foi construída em 1990 e é normalmente usada para reuniões ministeriais, governamentais e presidenciais.

### Terceiro andar
O terceiro andar abriga o Gabinete Presidencial e os escritórios de sua equipe sênior. Abriga também o mezanino, uma grande área composta por salas de espera e uma área de circulação entre o Salão Nobre, o gabinete presidencial e os escritórios dos conselheiros superiores. As salas de espera estão decoradas com móveis de Sérgio Rodrigues e Oscar Niemeyer e pinturas de Emiliano Di Cavalcanti, Firmino Saldanha, Frans Krajcberg, Geraldo de Barros e Frank Schaeffer. A escultura de bronze chamada O Flautista, de Bruno Giorgi, também enfeita a área.
O escritório do presidente consiste em três ambientes separados: escritório, sala de reunião e quarto de convidado. O gabinete do presidente está decorado com mobiliário brasileiro modernista datado dos anos 1940 e 1960 e talheres do Palácio do Catete. Os destaques desta sala são dois grandes quadros de Djanira da Motta e Silva: Colhendo Bananas e Praia do Nordeste. A sala de reuniões é usada para reuniões privadas entre o Presidente e membros de sua equipe direta. O quarto de hóspedes é usado para reuniões formais entre o Presidente e os chefes de Estado e de governo estrangeiros.

### Quarto andar
O quarto andar contém uma grande sala de estar e os escritórios de altos funcionários do governo, incluindo a Casa Civil e o Gabinete de Segurança Institucional da Presidência da República. A área do salão foi criada durante a restauração de 2010 e está decorada com mobiliário brasileiro modernista da década de 1960. Entre os destaques no salão estão uma tapeçaria de Alberto Nicola; um esboço do busto de Tiradentes, de Bruno Giorgi; e Cena Indígena, de Giovanni Oppido. Dois grandes painéis de Athos Bulcão também são vistos nas paredes laterais que levam ao salão.

## Acesso público e segurança
O Palácio está aberto a visitação pública aos domingos, das 9h30 às 14h, com visitas guiadas de 20 minutos. Durante a semana, o acesso ao edifício é restrito ao pessoal autorizado. É difícil ver o presidente, sendo que ele ou ela é muitas vezes escoltado até o Palácio através da entrada norte ou chega de helicóptero. A rampa em frente ao Palácio só é usada durante cerimônias especiais, como posses presidenciais e visitas de Estado de representantes de governos estrangeiros.
O edifício é protegido pelo Batalhão da Guarda Presidencial e pelo 1.º Regimento de Cavalaria de Guardas ("Dragões da Independência"), do Exército Brasileiro. As funções de sentinela da guarda cerimonial são alternadas entre estas duas unidades a cada seis meses e uma mudança da cerimônia de guarda ocorre para marcar a rotação.